# Cethosia bemmeleni
Cethosia bemmeleni är en fjärilsart som beskrevs av Juriaanse och Lindemanns 1918. Cethosia bemmeleni ingår i släktet Cethosia och familjen praktfjärilar. Inga underarter finns listade i Catalogue of Life.